# Max Morlock
Maximilian ("Maxl" o "Max") Morlock (11 de maig de 1925 - 10 de setembre de 1994) fou un futbolista alemany de la dècada de 1950.
Fou 26 cops internacional amb la selecció alemanya amb la qual participà en la Copa del Món de futbol de 1954.
Pel que fa a clubs, defensà els colors de 1. FC Nürnberg.